# Fool Bar
Fool Bar è il terzo album del cantante olandese Douwe Bob, pubblicato il 6 maggio 2016 su etichetta discografica Universal Music Netherlands. L'album è anticipato dal singolo Slow Down, pubblicato il 5 marzo 2016, che ha rappresentato i Paesi Bassi all'Eurovision Song Contest 2016.

## Tracce
CD e download digitale
1. Slow Down – 2:46
2. How Lucky We Are – 3:17
3. History – 3:03
4. Settle Down – 4:21
5. It Ain't Easy – 3:06
6. Get Real – 3:36
7. Jacob's Song – 5:19
8. Cynic – 4:21
9. A Damn Good Time – 2:28
10. Take It Off – 4:04
11. Black Jolene – 3:13
12. Love on the Rocks – 4:28
13. Wrote a Song for You – 2:43

## Classifiche
| Classifica (2016) | Posizione massima |
| ----------------- | ----------------- |
| Belgio (Fiandre)  | 191               |
| Paesi Bassi       | 2                 |